# مهد فريد شاه حسن
مهد فريد شاه حسن (بالملايوية: Mohd Fareed Shah Hassan)‏ هو لاعب كرة قدم ماليزي في مركز الهجوم، ولد في 18 أغسطس 1979 في سلاغور في ماليزيا. لعب مع نادي بينانق ونادي سلاغور ونادي صباح.